# Kliment Ohridski
Sveti Kliment Ohridski (bolgarsko, makedonsko in srbsko Свети Климент Охридски, latinizirano: sveti Kliment Ohridski, starogrško Άγιος Κλήμης της Αχρίδας, latinizirano: Ágios Klímis tis Achrídas) je bil srednjeveški bolgarski ali makedonski svetnik, učenjak, pisec in prosvetitelj Slovanov, * okrog 840, † 916.
Bil je eden od najvidnejših učencev svetega Cirila in Metoda, soavtor glagolice in cirilice, zaslužen zlasti za njuno širjenje med pokristjanjeniimi Slovani. Bil je ustanovitelj Ohridske literarne šole in pokrovitelj šolanja in jezika med nekaterimi slovanskimi ljudstvi. Bil je prvi škof Bolgarske pravoslavne cerkve, eden od sedmih apostolov Bolgarskega cesarstva ter zavetnik Severne Makedonije, Ohrida in Makedonske pravoslavne cerkve.

## Poreklo
Po hagiografiji Teofilakta Ohridskega je Kliment bolj kot vsi  drugi poznal življenje sv. Metoda, zato večina zgodovinarjev meni, da je bil rojen v Bizantinskem cesarstvu na ozemlju, kjer je med svojo politično kariero služil Metod, se pravi da je bil Slovan iz južne Makedonije. Drugi menijo, da je bila v času Klimentovega rojstva južna Makedonija del Bolgarskega cesarstva. Njegovo slovansko poreklo dokazuje Kratek življenjepis sv. Klimenta Teofilakta Ohridskega, ki ga imenuje prvi škof, ki je pridigal v bolgarskem jeziku, medtem ko se v Ohridski legendi Demetrija Homatena imenuje Bolgar, ki je bil rojen nekje v Makedoniji. Zgodovinarji ga zato imenujejo tudi bolgarski Slovan.
Trditev, da je bil rojen v Velikomoravski v sedanji Češki in Slovaški republiki, temelji na leksikografskih analizah Klimentovih del.

## Življenje
Natančen datum Klimentovega rojstva ni znan. Metodu se je najverjetneje pridružil kot mlad fant in ga kasneje spremjal na poti v samostan na Olimpu.
Udeležil se je misije Crila in Metoda v Velikomoravsko. Po Cirilovi smrti je spremljal Metoda na potovanju iz Rima v Panonijo in od tam v Velikomoravsko. Po Metodovi smrti leta 855 sta Kliment in Gorazd vodila borbo proti nemški duhovščini. Nekaj časa je preživel v ječi, potem pa je bil izgnan iz Velikomoravske in leta 885 ali 886 skupaj z Naumom Preslavskim, Angelarijem in Gorazdom  prišel do meje Bolgarije. Po nekaterih virih je bil Gorazd takrat že mrtev. Beograjski guverner je begunce poslal v bolgarsko prestolnico Plisko, kjer jih je knez Boris I. zadolžil za šolanje bodočih duhovnikov v slovanskem jeziku.
V Bolgariji so po spreobrnitvi v krščanstvo leta 865 cerkvene obrede opravljali bizantinski duhovniki v grškem jeziku. Boris I. se je v strahu pred naraščajočim bizantinskim vplivom in slabljenjem države sprejel starocerkvenoslovanščino kot enega od načinov za ohranitev politične neodvisnosti in stabilnosti Bolgarije. V ta namen je ustanovil dve literarni akademiji, na katerih se je teologija poučevala na slovanskem jeziku. Prva je bila ustanovljena v prestolnici Pliski in druga v pokrajini Kutmičevica v Makedoniji.
Po hagiografiji Teofilakta Ohridskega je Naum ostal v Pliski in organiziral ustanovitev literarne šole, Kliment pa je bil zadolžen za organiziranje poučevanja teologije bodočim duhovnikom v starocerkvenoslovanskem jeziku v  jugozahodnem delu Bolgarskega cesartva.  Kliment je v sedmih letih od leta 886 do 893 v slovanskem jeziku in glagolici  izučil približno 3500 učencev. Leta 893 je bil imenovan za škofa v (Veliki) Drembici v zahodni Makedoniji. Po smrti leta 916 so ga pokopali v njegovem samostanu svetega Pantelejmona v Ohridu.

## Zapuščina
Sveti Kliment Ohridski je bil eden od najbolj plodnih in pomembnih piscev v starocerkvenoslovanskem jeziku. Napisal je življenjepisa sv. Cirila in Metoda in prevedel pesmi, ki so se pele od Velike noči do Binkošti. Zelo verjetno je napisal tudi Sveto službo, Življenje sv. Klimenta Rimskega in najstarejši obred, posvečen sv. Cirilu in Metodu. Pripisuje se mu tudi avtorstvo cirilice, čeprav je bila cirilica najverjetneje razvita na začetku 10. stoletja  v Preslavski litararni šoli.
Po sv. Klimentu Ohidskem se imenujejo prva bolgarska univerza, ustanovljena v Sofiji leta 1888, Makedonska narodna in univerzitetna knjižnica, ustanovljena 23. novembra 1944 v Skopju, in Univerza v Bitoli (Republika Severna Makedonija), ustanovljena leta 1979. 
Po Klimentu Ohridskem je dobila ime tudi bolgarska znanstvena postaja na Livingstonovem otoku na Južnih Shetlandskih otokih na Antarktiki. 
Novembra 2008 je Makedonska pravoslavna cerkev v znak dobre volje donirala Bolgarski pravoslavni cerkvi del Klimentovih relikvij.